# 둥구 (타이중시)

둥 구의 위치

둥구(한국어: 동구, 중국어: 東區, 병음: Dōng Qū)는 중화민국 타이중시의 시할구이다. 넓이는 9.2855km2이고, 인구는 2015년 8월 기준으로 75,040명이다.

## 지리
타이중 시내의 남동부에 위치하고 베이 구, 중 구, 시 구, 난 구 타이핑 구와 접한다.

## 같이 보기
- 타이중시